# Black Light District
Black Light District – minialbum holenderskiego zespołu The Gathering. Jest to pierwsze wydawnictwo wydane po rozstaniu grupy z wytwórnią Century Media Records. Black Light District zostało wydane przez własną, niezależną wytwórnię Psychonaut Records, jednak ponieważ minialbum nie kwalifikuje się jako pełne wydawnictwo, za debiut wytwórni uważa się dopiero album Souvenirs.

## Lista utworów
1. "Black Light District" – 16:22
2. "Debris" – 4:35
3. "Broken Glass (piano version)" – 3:30

## Twórcy
- Frank Boeijen – keyboard
- Anneke van Giersbergen – wokal
- Hugo Prinsen Geerligs – gitara basowa
- Hans Rutten – perkusja
- René Rutten – gitara